# Bałdrzych
Bałdrzych – kasztelan bydgoski w latach 1296–1305.
Jego przynależność rodowa, ani rodzice nie są znani. Jednakże w dokumencie księcia łęczycko-kujawskiego Kazimierza z 1261 r. wystąpił Bałdrzych - synowiec Stefana i Mikołaja.
Ze względu na rzadkość jego imienia można go identyfikować z prawnukiem Bałdrzycha – dziedzica wsi Bałdrzychów w ziemi sieradzkiej.
Nie wiadomo czy poza kasztelanią bydgoską pełnił inne urzędy.
Podpisany jest na dokumentach książąt Leszka i Przemysława z 2 lutego oraz 9 czerwca 1296 r.
Później spotykany jest również w dokumentach:
- księcia Leszka z 4 października 1297 r.,
- książąt i ich matki Salomei z 28 lipca 1298 r., w którym książęta przyznali bartnikom wieś Bartodzieje,
- z 9 czerwca 1299 r.

Następca Bałdrzycha na urzędzie kasztelana pojawił się w 1305 r.